# Lòcrida Ozòlia
Lòcrida Ozòlia (grec antic: Ὀζολία Λοκρίς) era la part occidental de la Lòcrida habitada pels locris ozolis (Ὀζόλαι), a tocar del golf de Corint, amb la Dòrida i Etòlia al nord, la Fòcida a l'est i Etòlia a l'oest. Era un país muntanyós i poc productiu. Les muntanyes del Parnàs (al límit amb Fòcida) i del Còrax (al límit amb Etòlia) ocupaven gran part del territori.
El riu principal era l'Hilet (modern Morno), que desaigua prop de Naupacte. A la part occidental del territori hi havia el cap d'Antirrio amb la ciutat d'Antírrio, que tenia enfront el cap de Rio (Ῥίον) amb la ciutat de Rio a la costa d'Acaia. A la frontera oriental era a tocar de la ciutat focídia de Crissa. El nom d'ozolis o Ozòlia té un origen incert; podria derivar de ὄζειν ('olorar') de l'olor que sortia d'unes fonts a la muntanya Tapiassos, suposadament causades per haver estat enterrat allí el centaure Nessos i altres centaures, o bé perquè creixien gran quantitat d'asfòdels que perfumaven l'aire o de què els habitants anaven vestits amb pells. Els mateixos locris deien que derivava de les branques (ὄζοι) d'una vinya que es produïa al seu país d'una manera meravellosa, però cap etimologia es pot donar per segura.
Suposadament eren una colònia dels locris opuntis. Quan apareixen per primer cop és a la guerra del Peloponès. Tucídides diu que eren mig bàrbars, com els etolis i els acarnanis als quals s'assemblaven en l'armament i en la seva forma de lluitar. El 426 aC els locris van prometre ajut al general atenenc Demòstenes per envair Etòlia, però en ser derrotat Demòstenes les tribus es van sotmetre sense lluita a l'espartà Euríloc que va passar pel seu territori des de Delfos en direcció a Naupacte. Segons Polibi, més tard van formar part de la Lliga Etòlia.
L'única ciutat important era Amfissa a la frontera amb Fòcida. Altres ciutats eren (d'oest a est), a la costa o properes Molicrea, Naupacte, Eneó, Anticíra, Eupalion, Èritres (Erythrae), Tolofó, Hessos, Eantea, Ipnos, Kaleon (Chalaeum); i mes a l'interior Egícion (Aegitium), Potidania, Croculeion (Croculeium), Tíquion (Teichium), Olpes (Olpae), Messàpia, Hyle, Tritea (Tritaea) i Miònia.